# Carter Jenkins
Carter Mark Jenkins (Tampa, 4 settembre 1991) è un attore statunitense.

## Biografia
Jenkins è nato a Tampa, Florida, da Mary e Eric Jenkins, ed è cresciuto a Carrollwood, Florida, dove ha frequentato la Independent Day School. La sua famiglia in seguito si è trasferita a Sherman Oaks, Los Angeles. Ha un fratello maggiore, Renneker, che è anch'egli un attore, ed una sorella maggiore, Tiffany. Come il suo personaggio di Al passo con gli Stein, Jenkins è ebreo, ed ha frequentato la scuola ebraica.
Jenkins ha iniziato a recitare in un teatro comunitario, e poi su spot locali e nazionali. Ha interpretato ruoli principali nella serie televisive Surface - Mistero dagli abissi (2005-06) e Viva Laughlin (2007), e ha recitato in episodi di CSI: Miami, Dr. House - Medical Division, CSI: NY, Senza traccia, The Bernie Mac Show e Unfabulous. Ha anche recitato in film come Bad News Bears - Che botte se incontri gli Orsi e Al passo con gli Stein, e ha recitato nel film per la televisione Tyco il terribile.
Nel 2009 Jenkins è apparso nel film Alieni in soffitta, interpretando il ruolo principale di Tom Pearson. Nel 2010, è apparso nella commedia romantica Appuntamento con l'amore, interpretando Alex Franklin, il fidanzato del personaggio di Emma Roberts. Nel 2012 Jenkins ha interpretato un ruolo nella commedia drammatica Struck by Lightning. Nel 2015 Jenkins ha interpretato uno dei ruoli principali nel film thriller Nightlight. Successivamente ha interpretato Rainer Devon nella serie Famous in Love.

## Riconoscimenti
Per la sua attività come giovane attore Jenkins ha conquistato vari importanti e prestigiosi riconoscimenti: ha conseguito 5 nomination per quanto riguarda lo Young Artist Award, negli anni dal 2005 al 2008, vincendo anche 2 volte in questa stessa categoria, entrambe nel 2006.
L'attore ha vinto nel 2008 anche 2 Festival Award e uno Special Jury Award.

## Filmografia

### Cinema
- Bad News Bears - Che botte se incontri gli Orsi (Bad News Bears), regia di Richard Linklater (2005)
- Think Tank, regia di Brian Petersen (2006)
- Al passo con gli Stein (Keeping Up with the Steins), regia di Scott Marshall (2006)
- Jaane Hoga Kya, regia di Ankush, Glen Barreto e Glenn (2006)
- Alieni in soffitta (Aliens in the Attic), regia di John Schultz (2009)
- Appuntamento con l'amore (Valentine's Day), regia di Garry Marshall (2010)
- Arcadia Lost, regia di Phedon Papamichael (2010)
- The Nevsky Prospect, regia di Rajeev Dassani (2012)
- Struck by Lightning, regia di Brian Dannelly (2012)
- Heavy Water, regia di Andrew Donoho (2014)
- Nightlight, regia di Scott Beck e Bryan Woods (2015)
- Circle, regia di Aaron Hann e Mario Miscione (2015)
- A Light Beneath Their Feet, regia di Valerie Weiss (2015)
- Summer of 8, regia di Ryan Schwartz (2016)
- Kappa Kappa Die, regia di Zelda Williams (2020)
- After 3 (After We Fell), regia di Castille Landon (2021)
- After 4 (After Ever Happy), regia di Castille Landon (2022)
- After 5 (After Everything), regia di Castille Landon (2023)

### Televisione
- Senza traccia (Without a Trace) – serie TV, 1 episodio (2003)
- Jimmy Kimmel Live! – serie TV, 1 episodio (2003)
- Run of the House – serie TV, 1 episodio (2003)
- Scrubs - Medici ai primi ferri (Scrubs) – serie TV, 1 episodio (2004)
- The Bernie Mac Show – serie TV, 2 episodi (2003-2004)
- Oliver Beene – serie TV, 1 episodio (2004)
- Everwood – serie TV, 1 episodio (2004)
- Joint Custody – serie TV (2004)
- Unfabulous – serie TV, 9 episodi (2004-2005)
- CSI: NY – serie TV, 1 episodio (2005)
- Lost – serie TV, 1 episodio (2005) Voce, non accreditato
- Tyco il terribile (Life Is Ruff), regia di Charles Haid – film TV (2005)
- Surface - Mistero dagli abissi (Surface) – serie TV, 15 episodi (2005-2006)
- 4400 (The 4400) – serie TV, 1 episodio (2006)
- Dr. House - Medical Division (House, M.D.) – serie TV, 1 episodio (2006)
- CSI: Miami – serie TV, 1 episodio (2006)
- Viva Laughlin – serie TV, 6 episodi (2007)
- Lie to Me – serie TV, 2 episodi (2009)
- Good Morning Rabbit – serie TV, 1 episodio (2010)
- Chosen – serie TV, 1 episodio (2014)
- The Following – serie TV, 4 episodi (2014)
- Mad Men – serie TV, 1 episodio (2015)
- Tales from the Darkside, regia di Bradley Buecker – film TV (2015)
- Any Tom, Dick or Harry, regia di Hadley Klein – film TV (2015)
- Aquarius – serie TV, 2 episodi (2016)
- Sweet/Vicious – serie TV, 2 episodi (2016)
- Famous in Love – serie TV, 20 episodi (2017-2018)
- Glimpse – serie TV, 1 episodio (2018)
- Medal of Honor – serie TV documentaristica, 1 episodio (2018)
- Doom Patrol – serie TV, 1 episodio (2020)
- The Shadow Diaries – serie TV, 9 episodi (2020)
- Women of the Movement – serie TV, 6 episodi (2022)

### Cortometraggi
- The Honor System, regia di Jeff Morris (2003)
- The Three Body Problem, regia di Tamara Maloney (2004)
- Surface: Behind the Scenes Featurette, regia di Jeffrey Reiner (2006) Uscito in home video
- A Day's Work, regia di Rajeev Dassani (2008)
- J.A.W., regia di Nate Parker (2011)
- Happenstance, regia di Eric Yang (2012)
- Life Life in in Space Space, regia di Tyson Persall (2013)
- Drink, regia di Emily Moss Wilson (2014)
- Good Times, regia di Allyson Reilly (2019)

## Doppiatori italiani
Nelle versioni in italiano delle opere in cui ha recitato, Carter Jenkins è stato doppiato da:
- Flavio Aquilone in Alieni in soffitta, Dr. House - Medical Division, CSI: Miami, Appuntamento con l'amore, The Following, After 3, After 4, After 5
- Stefano De Filippis in Surface - Mistero dagli abissi
- Patrizia Mottola in Unfabulous (1ª voce)
- Federico Zanandrea in Unfabulous (2ª voce)
- Furio Pergolani in Tyco il terribile
- Alessandro Campaiola in Famous in Love
- Alessio Nissolino in Everwood